# Prosimetrum
Um prosimetrum (plural prosimetra) é uma composição poética que explora uma combinação de prosa (prosa) e verso (metrum); em particular, é um texto composto em segmentos alternados de prosa e verso. É amplamente encontrado na literatura ocidental e oriental. Enquanto o prosimetrum narrativo pode abranger em um extremo uma história em prosa com versos ocasionais intercalados, e no outro, versos com explicações ocasionais em prosa, no verdadeiro prosimetrum as duas formas são representadas em medidas mais iguais. Às vezes é feita uma distinção entre textos em que o verso é a forma dominante e aqueles em que a prosa domina; aí os termos prosimetrum e versiprose são aplicados respectivamente.

## O uso do termo
O termo prosimetrum é atestado pela primeira vez na Rationes dictandi de Hugo de Bolonha, no início do século XII. As fontes diferem quanto à data, uma sugerindo por volta de 1119, outra por volta de 1130. Hugh dividiu a composição métrica em três tipos: verso quantitativo (carmina), verso baseado na contagem de sílabas e assonância (rithmi), e "o misto forma ... quando uma parte é expressa em verso e uma parte em prosa" (prosimetrum). O adjetivo derivado prosimétrico ocorre em inglês já na Glossographia de Thomas Blount (1656) onde é definido como "consistindo parcialmente em Prosa, parcialmente em Verso". The derived adjective prosimetrical occurs in English as early as Thomas Blount’s Glossographia (1656) where it is defined as "consisting partly of Prose, partly of Meteer or Verse".
Obras como crônicas e anais históricos, que citam poesias previamente compostas por outros autores, geralmente não são consideradas prosimetra "verdadeiras" . Na antiga tradição nórdica-islandesa, entretanto, histórias vernáculas e sagas familiares que citam versos de outros autores são comumente aceitas como prosimetra. Versos citados ou "inseridos" são uma característica familiar de textos históricos mais longos nas tradições do Irlandês Antigo e Irlandês Médio também. O papel de tais citações de versos dentro da narrativa em prosa varia; eles podem ser extraídos como fonte-material histórico, citados como corroboração factual de um evento ou recitados por um personagem como um diálogo.

## Haibun
Haibun (俳文, literalmente escritos) é uma forma literária prosimétrica, originária do Japão, combinando prosa e haiku. A gama de haibun é ampla e frequentemente inclui autobiografia, diário, ensaio, poema em prosa, conto e diário de viagem. O termo " haibun " foi usado pela primeira vez pelo poeta japonês do século XVII, Matsuo Bashō, em uma carta a seu discípulo Kyorai em 1690. Bashō foi um escritor proeminente do haibun, então um novo gênero que combinava protótipos clássicos, gêneros da prosa chinesa, assunto vernáculo e linguagem. Ele escreveu alguns haibun como relatos de viagens durante suas várias viagens, a mais famosa das quais é Oku no Hosomichi (Estrada Estreita para o Interior). O haibun mais curto de Bashō inclui composições dedicadas a viagens e outras com foco em desenhos de personagens, cenas de paisagens, vinhetas anedóticas e escritos ocasionais escritos para homenagear um patrono ou evento específico. O haibun tradicional geralmente assumia a forma de uma breve descrição de um lugar, pessoa ou objeto, ou um diário de uma viagem ou outra série de eventos na vida do poeta.

## Maqāmah
Maqāmah (مقامة, no plural Maqāmāt مقامات, literalmente "assembléias") é um gênero literário prosimétrico árabe que (originalmente) alterna a prosa rimada em árabe conhecido como Saj' com intervalos de poesia em que a extravagância retórica é conspícua.
Existem apenas onze versões ilustradas do Maqāmāt dos séculos XIII e XIV que sobrevivem até hoje. Quatro deles residem atualmente na Biblioteca Britânica em Londres, enquanto três estão em Paris, na Bibliothèque Nationale de France (incluindo o Maqāmāt de al-Harīrī). Uma cópia está nas seguintes bibliotecas: a Biblioteca Bodleian em Oxford, a Biblioteca Suleymaniye em Istambul, a Österreichische Nationalbibliothek em Viena e a Academia Russa de Ciências em São Petersburgo.    
Esses manuscritos Maqāmāt provavelmente foram criados e ilustrados para os mercados de livros especializados em cidades como Bagdá, Cairo e Damasco, e não para qualquer patrono em particular. O público para esses manuscritos era de classes de elite e educadas, como nobres ou estudiosos, já que o Maqāmāt era amplamente apreciado e valorizado por sua poesia matizada e escolha de idioma, ao invés de suas ilustrações do manuscrito. O al-Harīrī Maqāmāt, também chamado de Schefer Maqāmāt, foi ilustrado por al-Wasiti e contém a maior quantidade de ilustrações, além de ser o mais estudado por estudiosos.

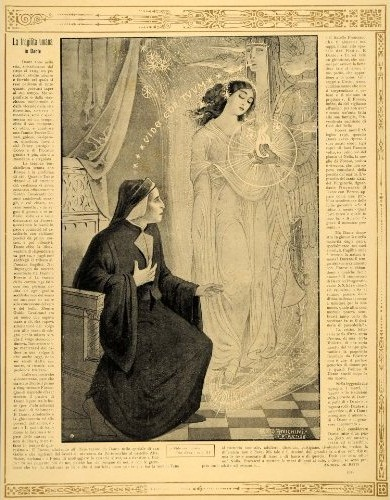
Dante e Beatrice (Vita Nuova), desenho de Ezio Anichini

## Exemplos
- Satyricon de Petronius.
- The Mahabharata.
- Consolation of Philosophy de Boécio.
- Cosmographia' de Bernard Silvestris.
- La Vita Nuova (1295) de Dante Alighieri.
- The First Death (1996, 2018) de Dimitris Lyacos.